# Shaonian Mao Zedong
Shaonian Mao Zedong (xinès simplificat: 少年毛泽东, pinyin: Shàonián Máo Zédōng, literalment 'El jove Mao Zedong') és la primera pel·lícula d'animació en 3D de la República Popular de la Xina en representar a Mao Zedong com a protagonista. Dirigida per Lei Junlin, la pel·lícula homenatja i commemora el 120 aniversari del naixement de Mao Zedong.
Es va estrenar un clip a l'Exposició Internacional d'animació de Changsha del 2013. La valoració de la pel·lícula a Douban és només de 2,3 punts entre 10.

## Sinopsi
Mao Zedong va nàixer el 26 de desembre de 1893 a Shaoshan, el pare de Mao, Mao Yichang és presentat com un home de negocis intel·ligent i malhumorat, mentre que la mare Wen Qimei, és generosa i amable, de bon cor. A la pel·lícula, se'ns explica la infantesa de Mao Zedong i la seua etapa escolar.